# Kătina, Sofia-capitala
Kătina (în bulgară Кътина) este un sat în comuna Stolicina, regiunea Sofia-capitala,  Bulgaria. 

## Demografie
Componența etnică a satului Kătina
     Bulgari (90,94%)
     Romi (1,74%)
     Nicio identificare (6,79%)
     Altele (0,51%)
La recensământul din 2011, populația satului Kătina era de 972 locuitori. Din punct de vedere etnic, majoritatea locuitorilor (90,94%) erau bulgari, cu o minoritate de romi (1,74%). Pentru 6,79% din locuitori nu este cunoscută apartenența etnică.